# جنيفر ماير
جنيفر ماير (بالإنجليزية: Jennifer Meyer)‏ هي مصممة أمريكية، ولدت في 23 أبريل 1977 في نيبلز في الولايات المتحدة.